# LG Q9
LG Q9은 LG전자가 설계하고 제조한 안드로이드 스마트폰이자, LG Q 시리즈의 2019년형 모델이다. 2019년 1월 6일, 국내 언론을 통해 첫 공개되었으며 2019년 1월 11일 정식 출시되었다. 본래는 2018년 8월 28일, LG전자기 독일 베를린에서 열린 IFA 2018에서 공개한 LG G7 ThinQ의 변형 모델인 LG G7 Fit으로 공개되었으나, 국내에서는 일부 사양이 변경되어 LG Q 시리즈로 편입헤 Q9이라는 이름으로 출시되었다. 자사의 플래그쉽 모델인 LG G7 ThinQ와 LG V40 ThinQ의 기능을 계승했다.

## 운영 체제/소프트웨어 내역

### 안드로이드 8.0 오레오
LG Q9은 안드로이드 8.0 오레오를 기본으로 탑재하고 출시되었다. 소프트웨어는 LG UX 7.0이 적용되었다.

## 기능

### 디스플레이

#### 슈퍼 브라이트 디스플레이
LG Q9은 LG G7 ThinQ에서 적용되었던 슈퍼 브라이트 디스플레이가 그대로 탑재되었다. 슈퍼 브라이트 디스플레이는 LG디스플레이에서 개발한 흰색 픽셀이 들어있는 RG-BW 배열의 M+LCD 기반으로 제작되었다. 기존의 스마트폰이 평균 600 니트의 밝기를 갖고 있는데, 슈퍼 브라이트 디스플레이는 부스트 모드 실행 시 최대 1000니트까지 밝힐 수 있어서, 야외의 직사광 아래에서도 최대 3분동안 더 밝은 화면으로 볼 수 있다. 전작인 LG G6 대비 소비 전력이 30% 감소된 알고리즘이 적용되었다. 그리고 영상을 더 선명하게 볼 수 있는 기술인 HDR 10과 돌비 비전 (Dolby Vision)이 적용되었다. 설정 앱의 디스플레이 부분에서 화면 색상을 메뉴에 들어가면, 사용자가 보고 있는 콘텐츠에 따라 4가지의 화면 색상 모드(에코, 시네마, 게임, 스포츠) 중 하나를 선택할 수 있다. 또한 전문가 모드를 통해 RGB의 강도는 물론 색조, 색온도, 채도, 선명도 등 세부적인 조절을 할 수 있다.

#### 뉴 세컨드 스크린
과거 LG V10과 LG V20에서 선보였던 세컨드 스크린을 게승한 노치 디자인의 디스플레이이다. 다만, 기존의 세컨드 스크린 같은 기능들이 적용되지 않았다. 디스플레이의 상단부에 노치 디자인이 적용되어, 전작인 LG G6 대비 상단의 좌우 베젤과 하단의 베젤이 줄어들었다. 이로 인해 기존의 18:9 화면비에서 19.5:9로 늘어났고, 본체가 좀 더 길어졌고, 6.1인치 디스플레이로 크기가 더 커졌다. 노치 디자인에 거부감을 느끼는 사람들을 위해 상단부 노치의 좌우 빈 공간을 원하는 색상으로 가릴 수 있는 사용자 색상 모드를 지원한다. 사용자가 고를 수 있는 색상은 검정, 회색, 그라데이션, 무지개 색 등이 있다. 다만, 사용자 색상 모드는 기본 홈화면이나 LG 앱에서만 적용이 가능하다.

### 카메라

#### AI 카메라
AI 카메라는 실행 시 AI가 피사체를 인식한 후 알아서 그에 맞는 색감, 반사광, 채광 등을 가진 촬영 모드를 추천해주는 기능이다. 인식하는 도중 "여자", "풍경" 등의 피사체의 정보가 담긴 단어가 화면에 뜨며, 터치 한 번으로 추천 모드를 실행할 수 있게 버튼을 띄워준다. 반려동물, 일출, 일몰, 풍경, 도시 등 총 19개의 촬영 대상을 인식할 수 있다.

### 오디오

#### Hi-Fi Quad DAC
DAC(Digital to Analog Converter)은 디지털 신호를 사람이 들을 수 있는 아날로그 신호로 변환해주는 장치이다. 쿼드 DAC는 디지털 신호의 잡음을 최대 50%까지 감소시켜서 원음에 가까운 소리를 낼 수 있게 해 준다. ESS 사의 Sabre 쿼드 DAC가 적용되었으며, 전작과 동일하게 24비트는 물론, 32비트 음원을 재생할 수 있다.

#### 붐박스 스피커
붐박스 스피커는 스마트폰 본체를 상자나 나무, 철재 등 다양한 재질의 테이블 등 속이 비어있는 물체 위에 올리면 스마트폰 본체가 울림통처럼 작동해 소리를 일반 스피커 대비 최대 10배 이상 증폭시켜주는 기능이다. 스마트폰이 물체 위에 올라갔을 때 기기 내부에 있는 진동자가 공명 현상을 일으켜서 대형 우퍼를 연결한 것과 같은 효과를 낼 수 있다. 붐박스 스피커는 저음역대의 음량이 최대 6 dB 이상 커져서 기존 스마트폰 대비 2배 이상 풍부한 중저음을 들을 수 있다. 이외에도 음악에 맞춰서 LED 플래시를 미러볼처럼 반짝이게 해주는 붐박스 쇼 기능이나 기기를 손에 쥐고 있을 때 더 강한 진동을 줄 수 있는 흔들 때 강한 진동 기능을 지원한다. LG전자는 사용자들이 야외활동을 할 때 큰 사운드로 음악을 즐길 수 있으며 블루투스 스피커의 대체재로 사용할 수 있다고 말했다.

#### DTS:X 입체 음향
LG전자는 오디오 전문 기업인 엑스페리와의 독점 파트너쉽을 통해 영화, 음악 등을 감상할 때 더 생생한 소리를 들을 수 있는 DTS:X 3D 입체 음향 기능을 지원한다. 와이드, 왼쪽, 오른쪽 총 3가지의 모드로 설정할 수 있으며 이어폰을 끼면 최대 7.1 채널의 입체 음향을 들을 수 있다. 이어폰을 끼지 않고 스피커로 소리를 들을 때에도 3D 입체 음향을 느낄 수 있다. 전용 콘텐츠뿐만 아니라 기본 음악 앱이나 비디오 앱 이외에도 어떤 콘텐츠의 종류에 상관없이 입체 음향 설정을 적용할 수 있다.

### 기타
전작인 LG Q7에 이어서 일체형 배터리가 적용되었다. 또한 1.5m 수심에서 30분까지 작동할 수 있는 IP68 등급의 방수방진이 채택되었다.  미군에서 진행하는 내구성 테스트인 MIL-STD 810G 통과 인증을 받았으며, 퀄컴 사의 퀵차지 3.0을 적용해 고속 충전을 지원한다.

#### 실키 매트 디자인
LG Q9는 플래그쉽 모델인 LG V40 ThinQ에서 적용되었던 불투명한 소재의 유리로 후면을 마감한 실키 매트 디자인을 적용했다. LG전자 강화유리의 표면을 나노미터 단위로 미세하게 깎아 내리는 나노 샌드 블라스트(Nano Sand Blast) 공법을 적용해 실크같은 부드러운 느낌의 촉감을 구현했다고 밝혔다. 필름을 입히지 않고 강화 유리를 깎았기 때문에 흠집이나 충격에 강한 편이다. 또한 무광 소재이기 때문에 지문이 잘 묻어나지 않는 편이다. 그리고 미끄러움이 적은 편이다. 아이폰 11 프로 시리즈의 무광 디자인과 유사한 편이다.

#### LG 페이
LG 페이는 2017년 6월 1일, G6 32GB와 G6+ 출시와 함께 추가된 LG전자의 모바일 결제 서비스이다. 경쟁 중인 서비스는 애플 페이와 삼성 페이이며, 결제 방식으로는 NFC (근거리 무선 통신)와 MST (마그네틱 보안전송) 방식을 지원한다.

#### 생체인식
LG Q9은 전작들이 지원하는 패턴, 노크온, 에이리어 타입 지문인식을 모두 지원한다. 다만 LG전자 측에서는 전작들과 마찬가지로 보안이 취약할 수 있기 때문에 패턴, 노크온, 지문인식을 사용하길 권장했다.

## 색상
- 뉴 오로라 블랙
- 뉴 모로칸 블루
- 카민 레드

## 같이 보기
- LG Q 시리즈
- LG Q9
- LG Q8 (2018)
- LG Q7